# Klutiana erugata
Klutiana erugata är en stekelart som beskrevs av Gupta 1980. Klutiana erugata ingår i släktet Klutiana och familjen brokparasitsteklar. Inga underarter finns listade i Catalogue of Life.